# Squadra 49
Squadra 49 (Ladder 49) è un film del 2004 diretto da Jay Russell, con protagonisti John Travolta e Joaquin Phoenix.

## Trama
Jack Morrison è un vigile del fuoco rimasto incastrato nel magazzino di un edificio in fiamme. Mentre all'esterno i suoi compagni tentano il tutto per tutto pur di riuscire a portarlo fuori incolume, Jack ripensa alla sua vita: l'addestramento, le amicizie, la vita in caserma e soprattutto l'amore per Linda, sua moglie. Per poi morire intrappolato e bruciato vivo.

## Produzione
Joaquin Phoenix ha trascorso un mese assieme ai vigili del fuoco, per prepararsi al ruolo. Inoltre ha passato un mese con la squadra "Truck 10" di Baltimora, diventando membro onorario.

## Colonna sonora
La colonna sonora è composta da William Ross. La canzone finale del film è Shine Your Light di Robbie Robertson.
In alcune scene sono presenti alcune canzoni dei Nine Inch Nails, già usate come colonna sonora del videogioco Quake della Id Software.